# Chrono Cross
Chrono Cross (クロノ・クロス, Kurono Kurosu) és un vídeojoc de rol, desenvolupat per Square Co., Ltd. (avui Square Enix Co., Ltd.), llençat al mercat per a PlayStation el 18 de 18 de 18 al Japó i el 15 d'agost de 15 a Amèrica del Nord.
La història del Chrono Cross se centra en un nen anomenat Serge i una trama de mons paral·lels. Davant una realitat alterna en la qual va morir quan era nen, Serge s'esforça per descobrir la veritat de la divergència dels dos mons. La lladre anomenada Kid i altres personatges l'ajuden en la seva aventura al voltant de l'arxipèlag tropical El Niu. Lluitant per descobrir al seu pas i aconseguir la misteriosa "Frozen Flame" (Flama Congelada), Serge és principalment desafiat per Lynx, un ombrívol antagonista que vol capturar-lo.
Després del seu llançament al Japó el 1999 i als Estats Units al 2000, tot i que encara no ha vist la llum a Europa en la seva versió oficial. Chrono Cross va rebre altes qualificacions i elogis de la crítica, obtenint una rara i perfecta qualificació de 10.0 de GameSpot El joc va vendre 1,5 milions de còpies a tot el món, conduint a un dels grans èxits re-llançats i passant a la història al Japó com a part de les sèries Últims Èxits. Square també va llançar "Millennium Edition" amb un calendari, un rellotge, i un disc amb mostres de la música.

## Jugabilitat
Chrono Cross va debutar amb una característica RPG de jugabilitat amb algunes diferències. Els jugadors avancen pel joc controlant el protagonista Serge a través del món del joc, principalment a peu i en pot. La navegació entre àrees és manejada per un mapa món, que representa el terreny a escala en una vista general. Al voltant del món hi ha pobles, àrees a l'aire lliure i calabossos, a través dels quals el jugador es mou en tres dimensions. Els llocs com a ciutats i boscos estan representats pels mapes de camp de manera més realista a escala, en el qual els jugadors poden parlar amb els residents per aconseguir articles i serveis, resoldre endevinalles i desafiaments o trobar enemics. Com el Chrono Trigger, la característica del joc és que no té trobades aleatòries; els enemics són visibles en els mapes de camp o esperen a l'aguait per emboscar el grup. Tocant al monstre canvia les perspectives a una pantalla de batalla, en el qual els jugadors poden atacar físicament, usar "Elements", defensar-se o escapar de l'enemic. Les batalles són per torns, permetent al jugador un temps indeterminat per seleccionar qualsevol acció disponible en el menú. Tant per als personatges jugables i els enemics controlats per la CPU, cada atac redueix el nombre de punts de vida (una barra de vida basada en números), la qual pot ser regenerada per alguns Elements. Quan un personatge jugable perd tots els seus punts de vida, ell/ella mor. Si tots els personatges del jugador cauen en batalla, el joc finalitza i s'ha de restaurar des de l'últim capítol gravat excepte els relats de la història on es permet perdre. L'objectiu dels desenvolupadors del Chrono Cross era obrir nous camins al gènere i amb innovacions vàries del joc. Per exemple, els jugadors poden fugir de tots els conflictes, incloent les baralles amb els caps i la batalla final.

### Elements i Batalles

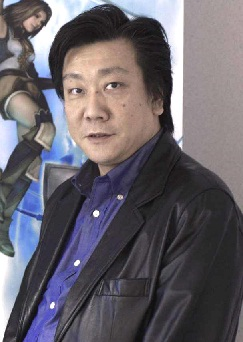
Hiromichi Tanaka, productor i dissenyador de Chrono Cross.

El sistema d'Elements del Chrono Cross maneja tota la màgia, articles consumibles i habilitats específiques dels personatges. Els elements deslliguen efectes màgics sobre l'enemic o el grup i han de ser equipats per usar-los, com la matèria de Final Fantasy VII el 1997. Els Elements poden ser adquirits en botigues o en caixes de tresors escampats per la zona. Una vegada adquirits, són assignats a un calaix la grandària del qual i figura són úniques per a cada personatge. Estan classificats d'acord amb vuit nivells; els Elements d'alt nivell només poden ser assignats a un nivell equivalent en un calaix. A mesura que el joc avança, els calaixos s'expandeixen, permetent que més Elements puguin ser equipats i tenir accés a un major nivell. Els Elements estan dividits en sis tipus de parells oposats; o "colors", cadascun amb un efecte natural. Roig (foc/magma) oposat al Blau (aigua/gel), Verd (vent/naturalesa) oposat al Groc (terra/electricitat) i Blanc (llum/cosmos) oposat al Negre (foscor/gravetat). Cada personatge i enemic té un color innat, augmentant el poder, usant Elements del mateix color mentre que també s'afebliran si s'usen Elements del color oposat. Chrono Cross també innova amb un "efecte de camp", el qual segueix la pista del color dels Elements usats a la part alta de la cantonada de la pantalla de batalla. Si el camp és únicament d'un color, el poder dels Elements d'aquest color serà augmentat, mentre que els Elements del color oposat seran afeblits. Els personatges també aprenen naturalment algunes tècniques especials que són únics per a cada personatge però actuen com a elements. Com Chrono Trigger, els personatges poden combinar certes tècniques per fer-les més poderoses, tècniques Dobles o Triples. Els Elements consumibles poden ser usats per restaurar els punts de vida o guarir estats negatius després d'una batalla.
Un altre aspecte innovador de Chrono Cross és la barra de resistència. Al començament de la batalla, cada personatge té set punts de resistència. Quan un personatge ataca o usa un Element, la resistència decreix proporcionalment a la potència de l'atac. La resistència es regenera lentament quan el personatge es defensa o quan altres personatges i enemics realitzen una acció en la batalla. Els personatges amb baixa resistència per sota d'un punt han d'esperar per dur a terme una acció. Usar un Element redueix la barra de resistència del personatge en set punts; això sovint significa que l'indicador de la resistència del personatge descendirà a negatiu i el personatge haurà d'esperar més de l'usual per recuperar-se. Amb cada batalla, els jugadors pot augmentar els seus atributs com la força i defensa. No obstant això, no hi ha sistema d'experiència; després de quatre o cinc millores, els atributs es queden estàtics fins que el jugador derroti un cap. Això suma un estel a un compte corrent que apareix en la pantalla d'estat, la qual permet un altre ronda d'increment d'atributs. Els jugadors pot equipar els seus personatges amb armes, armadures, cascos i accessoris per usar en una batalla; per exemple, el "Segell de Poder" augmenta el poder d'atac. Els articles i equipaments poden ser adquirits o oposats en els mapes de camp, freqüentment en caixes de tresors. Diferent als Elements, les armes i armadures no poden ser adquirides merament amb diners; es necessita que el jugador obtingui un material base així com el coure, bronze o l'os i portar-los on un ferrer ho forja per un honorari. Els objectes poden ser més tard desarmats en els seus components originals sense cap cost.

### Dimensió Paral·lela
L'existència de 2 grans dimensions paral·leles, com els períodes en el Chrono Trigger, té un paper significatiu en el joc. Els jugadors deuen anar enrere i moure's entre els mons per reclutar membres, obtenint articles i avançant en la trama. Gran part de la població també tenen una contrapart a l'altre món; alguns membres del grup poden fins i tot visitar les seves altres versions. Els jugadors freqüentment han de buscar articles o llocs que es troben exclusivament en un món. Els esdeveniments en una dimensió algunes vegades tenen impacte en l'altra dimensió, refredant terra cremada en una illa en un món, permet que creixi la vegetació a l'altre món. Aquest sistema ajuda a la presentació de certs temes, incloent el qüestionament de les decisions del passat i el rol de la humanitat en la destrucció del seu entorn. Completant la faceta de la jugabilitat del Chrono Cross està l'opció del New Game + i els múltiples finals. Com en el Chrono Trigger, els jugadors que han completat el joc, poden triar iniciar el joc usant informació del joc previ. Nivell dels personatges, tècniques apreses, equip i articles reunits, mentre que els diners adquirits i alguns objectes de la història són descartats. En un New Game +, els jugadors poden accedir a dotze finals. La vista de les escenes depèn del progrés dels jugadors en el joc abans de la batalla final, la qual pot ser enfrontada a qualsevol moment en el New Game +.

## Argument
L'argument del joc es desenvolupa 20 anys després d'allà on acaba Chrono Trigger, publicat l'any 1995 per a Super Nintendo. Com en l'anterior videojoc, es recorre en la qüestió dels mons paral·lels i de la ucronia. El protagonista, un adolescent anomenat Serge que viu un arxipèlag tropical anomenat El Niu, descobreix una realitat paral·lela pràcticament idèntica la seva, però on ell ha mort 10 anys abans com a conseqüència d'un misteriós incident. A partir de llavors pretén descobrir les causes de la seva supervivència i indagar en les discrepàncies entre les dues realitats.

### Personatges
Chrono Cross innova amb un divers repartiment de 45 membres del grup. Cada personatge és equipat amb un Element innat i tres úniques habilitats especials que són apreses a través del temps. Si es prenen cap a l'altre món oposat d'on són, els personatges reaccionen a les seves contraparts (si estan disponibles). Molts personatges són clau en esdeveniments crucials de la trama. Llavors és impossible obtenir tots els 45 personatges en una jugada. Els jugadors han de repetir el joc i presenciar-ho tot. Fent ús de la característica Nou Joc+, els jugadors poden finalment obtenir tots els personatges. Diversos personatges parlen amb accents únics, incloent Francès i Inglés australià.
Serge, el protagonista del joc, és un noi de 17 anys, amb cabell blau que viu en el llogaret pesquer Arni. Un dia, cau en un món alternatiu en el qual ell havia mort fa anys. Determinat a trobar la veritat darrere de l'incident, segueix un curs predestinat que ho porta a salvar el món. L'ajuda Kid, una lluitadora i hàbil lladre que busca la mística Frozen Flame. Pintada com una voluntariosa a causa de l'aspre passat de lladre, ella ajuda a Serge a infiltrar-se en "Viper Manor" (Mansió de Viper). Kid es crio en l'orfenat de Lucca i va prometre trobar i derrotar a Lynx, un linx de forma antropomòrfica que va incendiar l'orfenat de Lucca. Un sàdic i cruel agent de la supercomputadora FATE, Lynx està decidit a trobar a Serge i amb èxit prendre el seu cos. Viatja amb Harle, una misteriosa i entremaliada noia vestida com un arlequí. Enviada pel Déu Drac per seguir a Lynx i un dia robar la Frozen Flame de Chronopolis, dolorosament compleix la seva haver d'encara que estigui enamorada de Serge. Al final, ella ajuda a Lynx a manipular els Dracs Acàcia, la poderosa milícia que governa les illes del Niu. Com els Dracs mantenen l'ordre, ells breguen amb Fargo, un ex-Drac que es va convertir en capità pirata i guarda rancor contra el seu líder, el General Viper. La seva caserna, la Mansió Viper, també és infiltrada per Serge, Kid i un dels tres personatges: Nikki; un músic, Pierre; un heroi en entrenament o Guile; una mag misteriós. Encara que forcegen amb Serge al principi els Dracs Acàcia; en les files del qual es troben la feroç força de guerrers Karsh, Zoah, Marcy i Glenn, ho ajuden quan la nació militar de Porre envaeix l'arxipèlag. La invasió porta a Norris i Grobyc a les illes; un apassionat comandant d'una força elit i un prototip de soldat cyborg, respectivament. Com ells també busquen la Frozen Flame, la trama de desembolica enmig de diversos altres personatges.
Hi ha normalment 45 personatges (Lynx es destrava després d'un estrany gir de la trama), amb sis elements per a cadascun. Mentre que la presència de sis elements es va donar a partir del límit de Chrono Trigger de quatre, el joc proveeix una explicació pel canvi. La màgia de Chrono Trigger era la manipulació de les quatre propietats bàsiques i fonamentals de l'univers, i la de Chrono Cross és l'ús d'eines manufacturades per efectuar canvis en la naturalesa.
Per causa d'aquesta increïble quantitat de possibles combinacions de grups, la versió nord-americana del joc conté un sistema per modificar text bàsic per a cadascun dels accents dels personatges. Mentre que un altre joc necessitaria programar diferents blocs de text per a cada personatge, aquest usa el mateix text i ho modifica d'acord amb el personatge que ho usarà. Això va ser fet perquè la versió nord-americana fos possible.
Un exemple del seu codi en la seva escriptura:
Member Name:

l.et's2.go.suffixe, Serge..

the w.ater1.dr3agon.mus1t.be.

be.yondth1is1.point...

## Desenvolupament
A diferència de Chrono Trigger, Chrono Cross no va ser desenvolupat per l'anomenat «Dream Team» de Square en el seu conjunt, sinó per una part de l'equip que va donar lloc a Xenogears. El joc va ser produït per Hiromichi Tanaka, conegut per altres obres com Final Fantasy III i Secret of Mana Entre els desenvolupadors que van treballar també en Chrono Trigger, cal destacar Masato Kato que fou realitzador del joc, el compositor Yasunori Mitsuda, i el director artístic Yasuyuki Honne. El disseny dels personatges va quedar a mans de l'artista Nobuteru Hiūki (Visió de Escaflowne (Tenkū no Esukafurōno), Lodoss...).
La producció completa de "Chrono Cross" va començar a mitjan 1998. L'equip de "Chrono Cross" va arribar als 80 membres com a màxim, amb personal addicional de 10-20 artistes i 100 provadors de qualitat. L'equip va sentir pressió per complir la feina del grup de desenvolupament "Dream Team" de Chrono Trigger, que incloïa famosos japonesos com el artista de manga Akira Toriyama. Kato i Tanaka va contractar Nobuteru Yūki per al disseny de personatges i Yasuyuki Honne per a la direcció d'art i l'art conceptual. L'equip originalment preveia un joc curt i planejava un sistema mitjançant el qual els jugadors es fessin amistats amb qualsevol persona d'una ciutat per fer aliança a la batalla. Els desenvolupadors van intercanviar idees sobre els trets i els arquetips durant el procés de creació de personatges, originalment planejant 64 personatges amb terminacions úniques que podien variar de tres maneres diferents per personatge. Kato va descriure el procés de creació de personatges: "Prenguem Pierre, per exemple: vam començar amb dir que volíem un heroi fals de Wacko com Tata de Trigger. També vam dir coses com "necessitem almenys una mare poderosa", "sense que passem sense un retorçat", i així successivament."
Com la producció continuava, la longitud de Cross va augmentar, portant l'equip a reduir el nombre de personatges a 45 i rebutjar la majoria de les terminacions alternatives. Els desenvolupadors han citat amb humor el personatge Pip "Tsumaru" en japonès (que significa "embalat") com a joc de paraules en els seus intents d'empaquetar tant contingut com sigui possible. Per evitar la càrrega d'escriure un diàleg únic i accentuat per a diversos personatges, el membre de l'equip Kiyoshi Yoshii codifica un sistema que produeix accents modificant el text bàsic per a certs personatges. El director d'art Nobuteru Yuuki inicialment volia que els personatges apareguessin en un format més chibi amb proporcions diminutes. Al principi, la fusió de jocs d'alta tecnologia i ètnies tribals del món del joc va resultar desafiant. Més tard, va recordar la seva tasca d'harmonitzar el nivell de tecnologia del període, especialment com es reflecteix en el vestit dels personatges.
L'equip de "Chrono Cross" va idear un sistema de batalla original usant una barra de resistència i Elements. Kato va planejar el sistema al voltant de permetre als jugadors evitar un joc repetitiu (també conegut com a "grinding") per guanyar experiència de combat. Hiromichi Tanaka va comparar el sistema Elements amb els jocs de cartes, esperant que els jugadors sentissin el control total de la batalla. L'equip va programar cada moviment de batalla manualment en lloc de realitzar captures de moviment. Els desenvolupadors es van esforçar a incloure humor tongue-in-cheek en les tècniques i animacions del sistema de batalla per a distanciar el joc de la franquícia Final Fantasy. Masato Kato va planejar per al joc de configurar un petit arxipèlag, per por que els jugadors es confonguessin viatjant en grans àrees respecte dels mons paral·lels. Va esperar que El Nido continués donant una sensació de gran escala, i l'equip de desenvolupament va empènyer les limitacions de maquinari a crear el món del joc. Per crear mapes de camps, l'equip va modelar les ubicacions en 3D i, a continuació, va triar el millor angle per a la representació 2D. Els programadors de Chrono Cross no van utilitzar cap programa o rutina existent de Square per codificar el joc, sinó programar amb nous sistemes propietaris. Altres innovacions van incloure el codi variable frame rate per a un joc ràpid (adjudicat com a avantatge per completar el joc) i un sistema de "swap de lectura de CD" per permetre la recuperació ràpida de dades.
Masato Kato va dirigir i va escriure la història principal, deixant esdeveniments secundaris i personatges menors a un altre personal. L'equip de vegades va lluitar per intercalar el seu treball a la trama a causa de la complexitat del concepte de mons paral·lels. Masato Kato va confirmar que Cross presentava un tema central dels mons paral·lels, així com el destí de Schala, que anteriorment no va poder exposar a "Chrono Trigger". Pel que fa a les seqüències finals que mostren a Kid que busca algú en una ciutat moderna, esperava que els jugadors s'adonessin que futurs i possibilitats alternatives podrien existir en les seves pròpies vides i que aquesta realització "no ... es detindrà amb el joc". Més tard, va afegir: "Parafrasejant les paraules preferides d'un novel·lista, lo important no és el missatge ni el tema, sinó com es representa com un joc. Fins i tot a Cross, es va fer intencionalment perquè la pregunta més important quedés sense resposta". Kato va descriure la història acabada com "un tipus de relat de" noia-petita "amb girs de vegades impactants. Kato va conduir amb la seva motocicleta per alleujar l'estrès del programa de llançament del joc. Va continuar perfeccionant les dades dels esdeveniments durant les fases finals del desenvolupament, mentre que la resta de l'equip va realitzar treballs de depuració i control de qualitat. Square va anunciar el joc llançant una petita demostració del primer capítol amb compres de Legend of Mana. La versió nord-americana de Cross va requerir tres mesos de traducció i dos mesos de depuració abans del llançament. Richard Honeywood va traduir, treballant amb Kato per reescriure un diàleg determinat per facilitar-ne la comprensió en anglès. També va afegir instàncies de joc de paraules i aliteració per compensar les bromes japoneses difícils. Per simplificar la traducció dels 45 personatges jugables, Honeywood va crear la seva pròpia versió del generador d'accent que necessitava ser més robust que els senzills tics verbals del repartiment japonès. Tot i que la marca comercial Chrono Cross es va registrar a la Unió Europea, el joc no es va llançar a Europa.

### Música
Una banda sonora oficial composta de tres discos va ser llançada poc després del joc, i eventualment es va esgotar. Yasunori Mitsuda va fer notar en les notes definitòries de la Banda Sonora Original que estava feliç d'haver pogut aconseguir fins i tot la meitat de les seves visions en termes de transferir les seves idees a les capacitats de so de la PlayStation. Ell també va esmentar diverses influències en aquestes notes incloent un tema mediterrani, música fado, percussió africana i música antiga de diverses cultures, més notablement cèltica. Després que Chrono Cross estigués acabat, Mitsuda personalment va emprendre una partida del joc per observar com les pistes feien conjunt amb les seves corresponents escenes i configuració dins d'aquest.
A pesar que la BSO de Chrono Cross es va esgotar després d'un any o dos des del seu llançament, Square Enix recentment la va rellançar a causa de la seva popular demanda. Actualment, l'única forma legítima de comprar la banda sonora és a través d'Amazon Japó.

## Reaccions i crítiques
El 2001 les vendes de Chrono Cross havien arribat a 1,5 milions d'exemplars arreu del món. Aquesta elevada xifra elevada va portar a una reedició l'any 2001 en la col·lecció Greatest Hits de Sony. El 2006 Chrono Cross va tornar a ser editat al Japó sota la col·lecció Ultimate Hits de Square Enix.
La crítica va acollir molt favorablement Chrono Cross. Electronic Gaming Monthly, una reconeguda revista nord-americana li va atorgar un Premi d'Or. També, GameSpot, una reconeguda pàgina sobre videojocs, ha revisat més de 1100 jocs i només ha donat a cinc un perfecte 10/10: Grand Theft Auto IV, Metal Gear Solid 4: Guns of the Paitrots, The Legend of Zelda: Ocarina of Time, Super Mario Galaxy 2 i Chrono Cross. El lloc web GameSpot va concloure el següent: "GameSpot considera que Chrono Cross és perfecte independentment de com es miri." El gener de 2006, Rottentomatoes.com li va donar una puntuació de 92% per a Chrono Cross, GameRankings li proveeix amb un de 93% i les puntuacions dels fans de GameSpot en una mitjana de 9,3/10.

## Versions posteriors
Chrono Cross va aparèixer el 6 de juliol de 2011 a la PlayStation Network japonesa i el 8 de novembre de 2011 a Nord-amèrica.

## Chrono Break
Square va aplicar per a una marca registrada sota el nom de Chrono Break als Estats Units pel final del 2001, la qual cosa va resultar en una especulació dels fans per una possible seqüela. No obstant això, la marca registrada va ser donada de baixa en el 13 de novembre de 2003, confirmat per la Oficina de Patents i Marques Registrades dels Estats Units. Aquesta marca segueix existint al Japó, on va ser registrada com a Chrono Break. És sospitat que el projecte havia estat planejat en un punt (amb un dels integrants originals del projecte Chrono Trigger, i no els empleats de Chrono Cross/Xenogears/Final Fantasy XI), però cancel·lat abans que la producció pogués començar. La concentració en altres jocs com la saga Final Fantasy pot haver també haver contribuït a l'abandó d'aquest títol.
El 2 de juliol de 2008, Square Enix mitjançant la seva pàgina oficial va anunciar el títol "Chrono Trigger" com un remake per la Nintendo DS.